# Comando General de la Fuerza Aérea (Bolivia)
El Comando General de la Fuerza Aérea es la unidad suprema de la Fuerza Aérea Boliviana y uno de los cuatro comandos militares del país, junto al Comando General del Ejército, el Comando General de la Fuerza Naval y el Comando en Jefe de las Fuerzas Armadas. El Comando General depende del presidente del Estado, así como del Ministerio de Defensa y del Comando en Jefe.
El Comando General de la Fuerza Aérea fue unidad constitutiva de la flamante Fuerza Aérea Boliviana creada el 26 de septiembre de 1957, como una fuerza paralela al Ejército.

## Organización
El Comando General de la Fuerza Aérea está organizado en:
- el comandante general de la Fuerza Aérea;
- la Jefatura del Estado Mayor General de la Fuerza Aérea;
- la Inspectoría General de la Fuerza Aérea;
- y el Estado Mayor General de la Fuerza Aérea.